# Promessa di matrimonio
La promessa di matrimonio è un istituto giuridico previsto in Italia dal codice civile italiano del 1942, dagli artt. dal 79 all'81.
Si attua attraverso una libera dichiarazione di volersi sposare e di voler effettuare le pubblicazioni fatta dai futuri sposi davanti all'ufficiale dello stato civile del comune di residenza; non occorre nemmeno la presenza di entrambi gli sposi in quanto basta uno soltanto di essi munito di delega. A questa dichiarazione segue l'affissione delle pubblicazioni per otto giorni e relativa registrazione presso l'albo pretorio dell'amministrazione comunale. Il matrimonio può essere celebrato trascorsi tre giorni dalla scadenza del predetto termine. Se le nozze sono celebrate dopo 180 giorni, tuttavia, le pubblicazioni si considerano come non avvenute.

## Contenuto della norma
La legge distingue fra promessa semplice e solenne. La prima è quella fatta senza che sia redatto alcun atto giuridico e, in caso di rottura, può essere chiesta la restituzione dei doni conseguenti alla promessa stessa; la seconda invece è quella fatta per atto pubblico o per scrittura privata oppure risultante dalla richiesta di pubblicazione e, in questi casi, la legge tutela la parte che viene lasciata senza un giusto motivo e il soggetto che subisce il rifiuto può chiedere il risarcimento del danno per le spese e le obbligazioni conseguenti alla promessa.
La promessa di matrimonio non ha la qualificazione giuridica delle obbligazioni precontrattuali, quindi la responsabilità delle parti è limitata dagli ambiti di legge, non essendo l'accordo in alcun modo vincolante, cioè, se gli sposi hanno previsto degli obblighi particolari a garanzia della promessa effettuata, questo accordo è da considerarsi comunque nullo e privo di effetti in quanto chi rompe l'accordo non è tenuto ad eseguire quanto ivi previsto e il venire meno alla promessa non può considerarsi come un inadempimento e non implica una responsabilità giuridicamente rilevante.
L'art. 79 stabilisce che «La promessa di matrimonio non obbliga a contrarlo né ad eseguire ciò che si fosse convenuto per il caso di non adempimento». Il carattere non vincolante della promessa di matrimonio è volto a tutelare la libertà matrimoniale.
Gli unici effetti della rottura della promessa sono:
- la restituzione dei doni fatti a causa della promessa (art. 80 c.c.);
- il risarcimento del danno (art. 81 c.c.).

Il risarcimento è limitato al solo danno materiale, per le spese fatte e le obbligazioni contratte nel limite della condizione delle parti, esclusi i danni non patrimoniali. Le spese vive non necessariamente sono quelle antecedenti la data della rottura, possono impattare nei mesi immediatamente successivi, ad esempio se si tratta di spese farmaceutiche o mediche (per psicologi, farmaci antidepressivi, retribuzione ridotta nel periodo di malattia, ecc.).

## Iter burocratico
Per effettuare la promessa di matrimonio è necessario presentarsi in comune con i propri documenti d'identità e una marca da bollo. Se uno dei due futuri coniugi fosse impossibilitato a presentarsi – perché residente in un'altra città o stato – non è necessario essere in due, basta infatti che quello che si presenta sia provvisto di delega su carta semplice firmata dalla persona assente e copia del documento d'identità del delegante.
A questo punto gli incaricati comunali provvederanno ad elaborare tutta la documentazione necessaria per le pubblicazioni, che verranno esposte per 8 giorni alla Porta della Casa Comunale di residenza di entrambi i promessi sposi.
Trascorsi tre giorni dopo il termine delle pubblicazioni, l'Ufficiale di Stato Civile – se non gli è stata presentata nessuna opposizione – rilascia il nullaosta al matrimonio e i due fidanzati potranno celebrare le proprie nozze entro 180 giorni dalla scadenza della pubblicazione, pena la decadenza di validità dei documenti.

## Aspetti sociali e culturali
La promessa di matrimonio è un atto civile che ufficializza il passaggio dallo stato di fidanzati a promessi sposi. In passato l'usanza aveva anche una valenza romantica, poiché coincideva con la richiesta al padre della "mano" della figlia e con la conseguente legittimazione da parte della famiglia di lei a far contrarre in matrimonio i due innamorati. L'annuncio del fidanzamento avveniva nel corso di un ricevimento organizzato dalla famiglia di lei, curato in modo particolare dalla madre di lei, a cui poi seguiva il dono dell'anello da parte di lui decretando l'ufficializzazione del fidanzamento.